# Міхельдорф
Міхельдорф (нім. Micheldorf) — громада в федеральній землі Каринтія (Австрія). Розташована в політичному окрузі Санкт-Файт-ан-дер-Глан.
На 1 січня 2018 року населення становило 1 000 осіб. Площа — 17,02 км².

## Склад громади

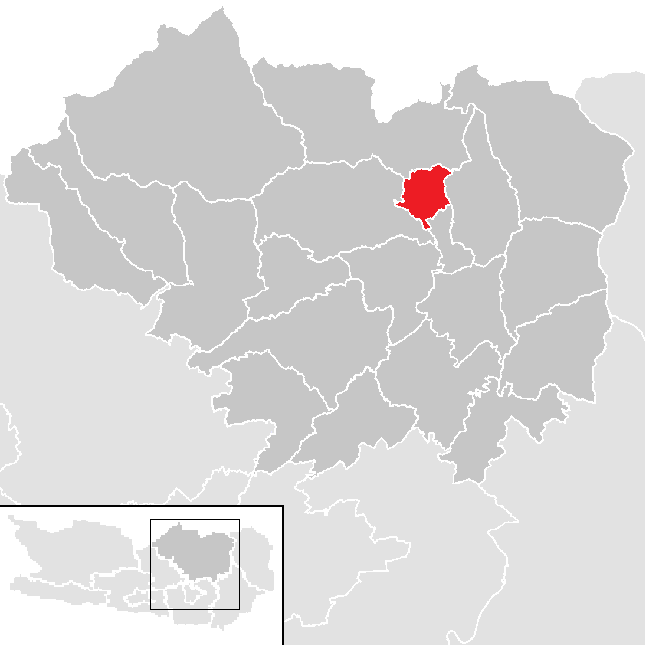
20519 —Міхельдорф

Громада Міхельдорф розділена на дві кадастрових громади —Міхельдорф і Лоренценберг. Загалом на території громади знаходиться 9 населених пунктів (у дужках показано населення поселень станом на 2001 рік)
| - Gasteige (64) - Gaudritz (0) - Gulitzen (147) - Hirt (51) - Lorenzenberg (60) | - Micheldorf (820) - Ostrog (0) - Ruhsdorf (16) - Schödendorf (43) |

## Села громади Міхельдорф
У селі Гірт громади Міхельдорф у XIX столітті знаходився залізоробний завод. Будівлі доменної печі цього заводу збереглися до наших днів.

Село Гірт
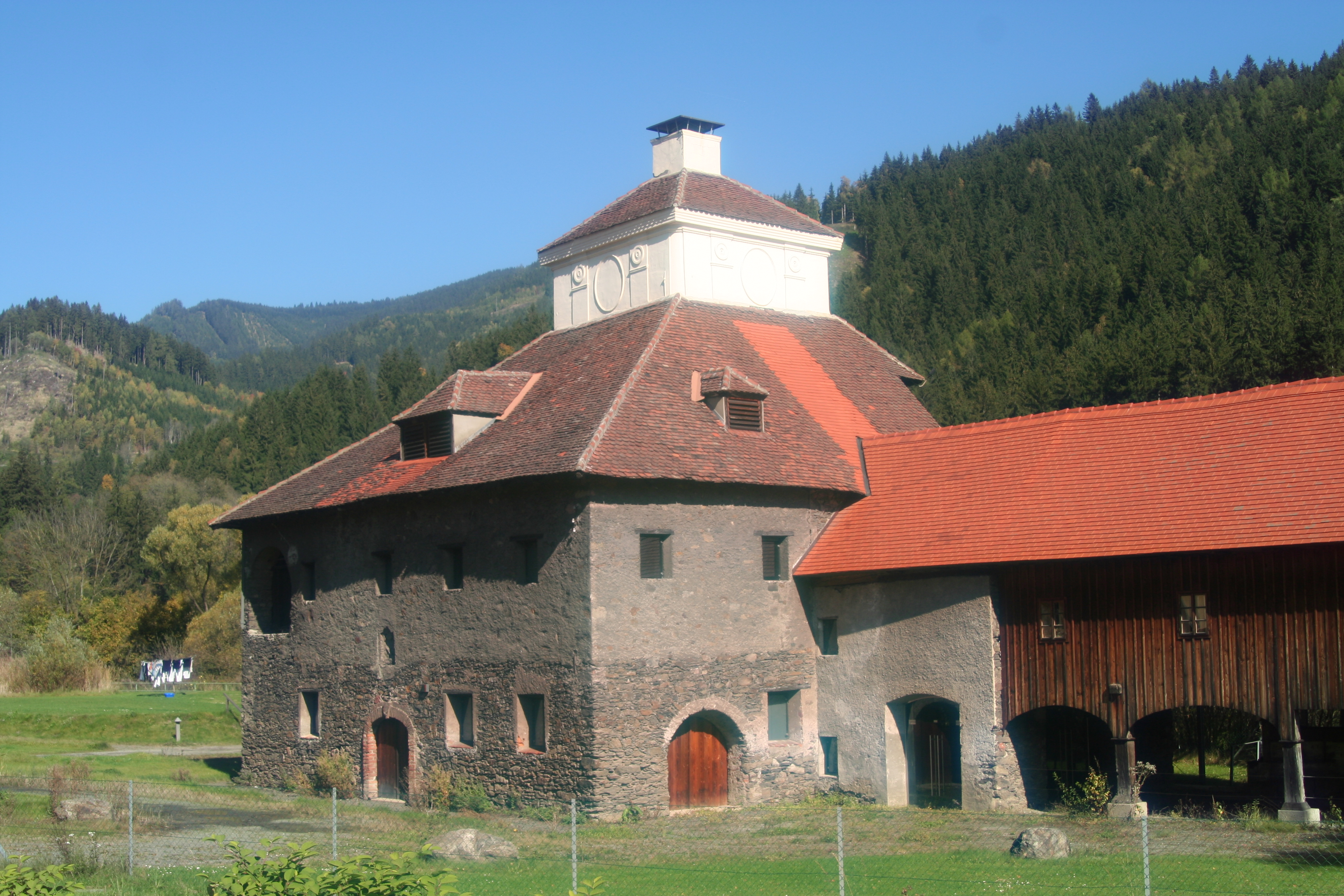
Будинок пивоварні Гірт
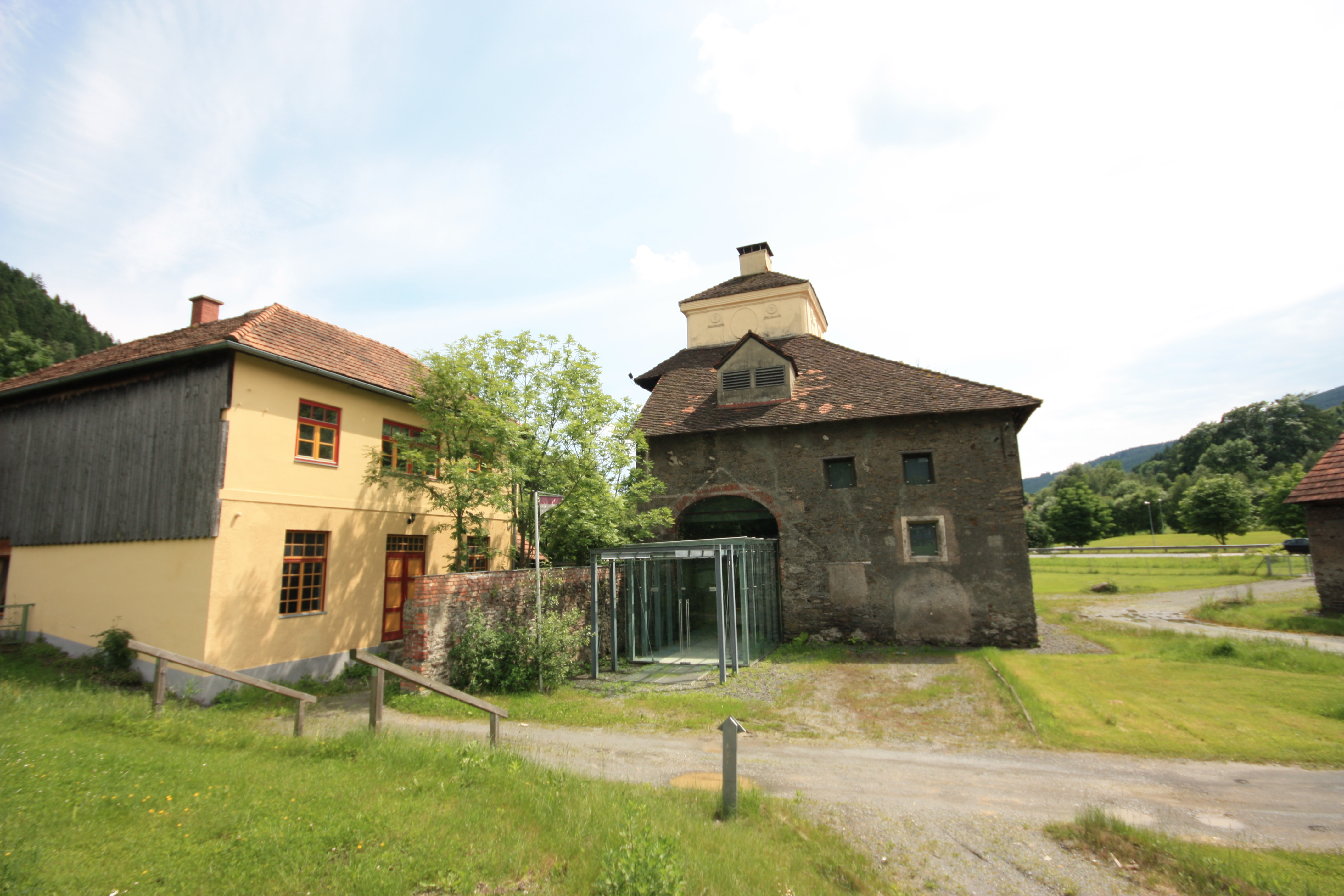
Гірт - колишня доменна піч
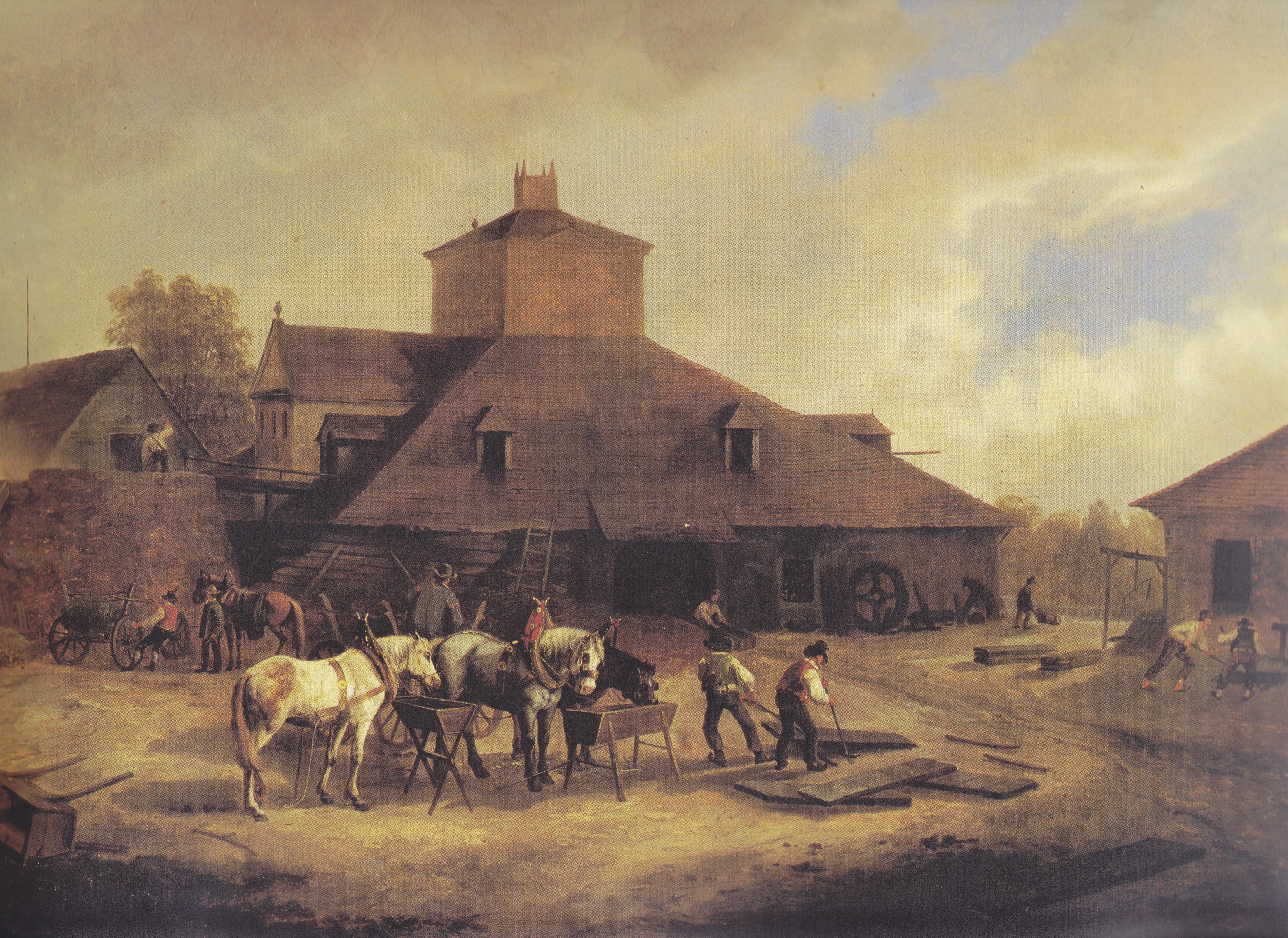
Картина маляра Маркуса Пернхарта
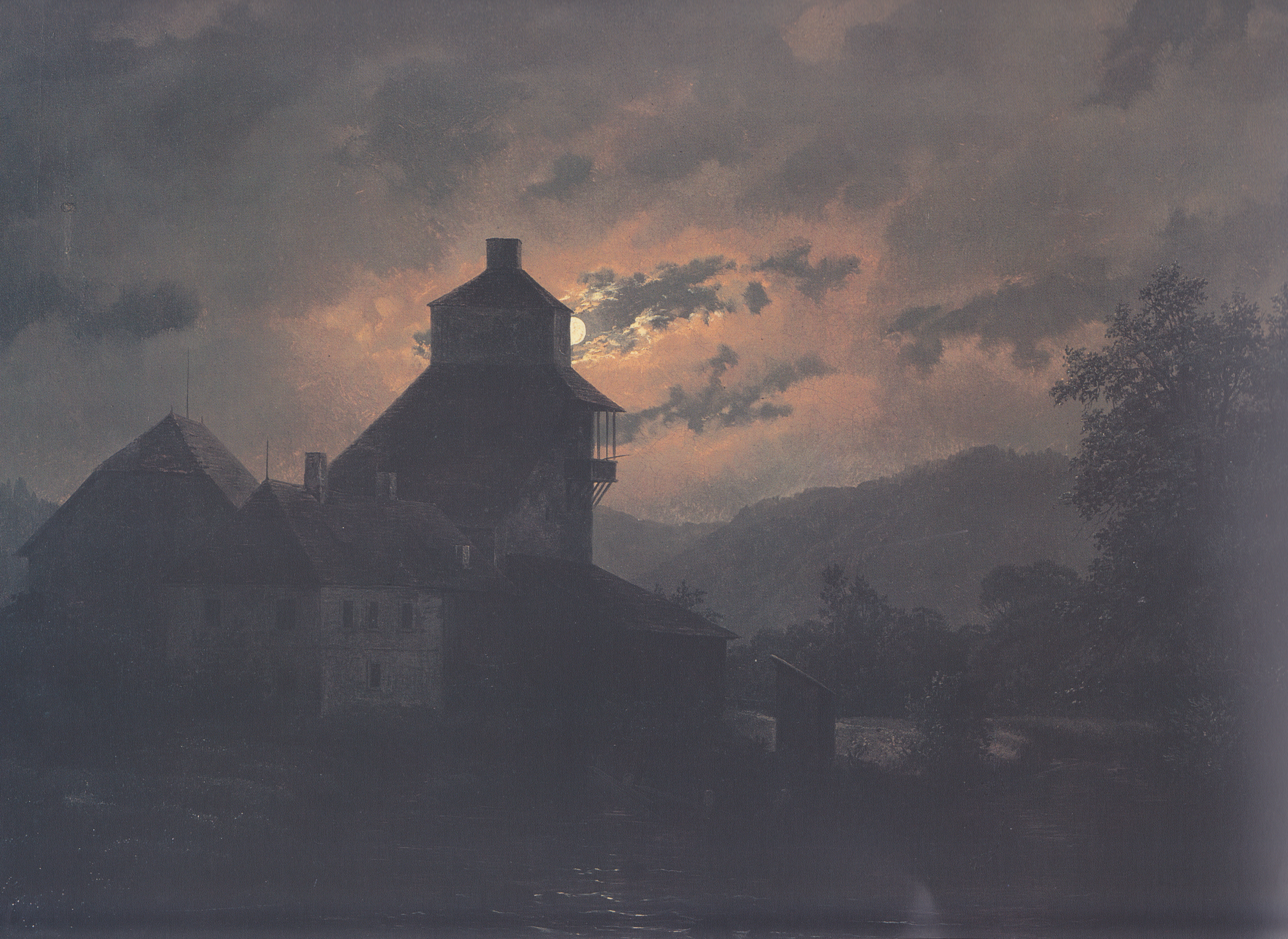
Картина маляра Маркуса Пернхарта
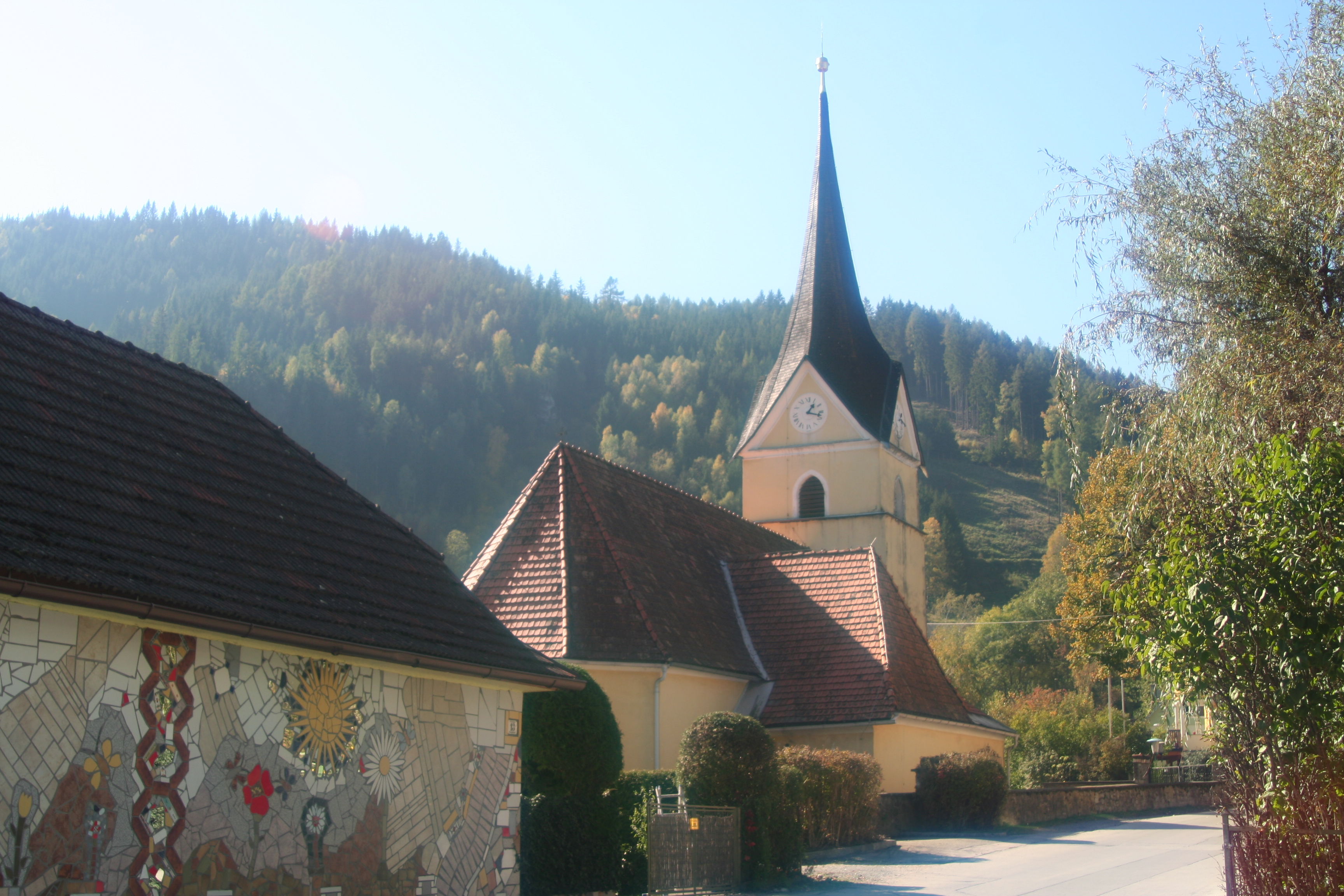
Кірха Святого Віта у Міхельдорфі

У селі Гірт також є пивоварний завод.